# Nehmès Bastet
Pour l’article homonyme, voir Bastet.
Nehmès Bastet ou Néhemès-Bastet est une prêtresse égyptienne qui occupait la fonction de « chanteuse ». Elle était la fille du grand prêtre d'Amon et vécut pendant la XXIIe dynastie (environ 945-712 av. J.-C.). Elle est enterrée dans la tombe KV64 de la vallée des Rois. Celle-ci a été fouillée en 2012 et s'est avérée être la réutilisation d'une tombe pour l'enterrement d'une femme d'une dynastie antérieure, dont le nom est encore inconnu.
D'après une inscription sur son cercueil, elle était la fille de Nakhtefmout, le grand prêtre d'Amon qui occupait la fonction d'« Ouvreur des Portes du Ciel » à Karnak, un temple important pendant cette dynastie. Une stèle en bois qui accompagnait son enterrement représente Néhmès Bastet en adoration devant une divinité composite avec les attributs d'un dieu solaire et du dieu Osiris,.

## Tombe
Le 25 janvier 2011, le bord supérieur du puits de la tombe KV64 a été découvert et la tombe a été fouillée et décrite en 2012 par Susanne Bickel et Elina Paulin-Grothe, de l'équipe de l'Université de Bâle en Suisse. Sa stèle funéraire et son cercueil intact contenant sa momie enveloppée ont été retrouvés sur une couche de remblai à l'extrémité de la chambre. Son cercueil, construit en bois de sycomore avec des chevilles en acacia, est recouvert d'une décoration jaune sur fond noir. 